# Marialva (Paraná)
Marialva est une municipalité brésilienne située dans l'État du Paraná.

## Personnalités liées à la commune
- Rômulo (2002-), footballeur né à Marialva.